# Steve Oedekerk
Steven Brent Oedekerk, detto Steve (Los Angeles, 27 novembre 1961), è uno sceneggiatore, produttore cinematografico, attore e regista statunitense, noto soprattutto per le sue collaborazioni con l'attore Jim Carrey e il regista Tom Shadyac.

## Filmografia parziale

### Regista
- Ace Ventura - Missione Africa (Ace Ventura: When Nature Calls) (1995)
- Niente da perdere (Nothing to Lose) (1997)
- Kung Pow (Kung Pow: Enter the Fist) (2002)
- Barnyard - Il cortile (Barnyard) (2006)

### Sceneggiatore
- Ace Ventura - Missione Africa (Ace Ventura: When Nature Calls) (1995)
- Il professore matto (The Nutty Professor), regia di Tom Shadyac (1996)
- Niente da perdere (Nothing to Lose) (1997)
- Patch Adams, regia di Tom Shadyac (1998)
- Jimmy Neutron - Ragazzo prodigio (Jimmy Neutron: Boy Genius), regia di John A. Davis (2001)
- Kung Pow (Kung Pow: Enter the Fist) (2002)
- Una settimana da Dio (Bruce Almighty), regia di Tom Shadyac (2003)
- Barnyard - Il cortile (Barnyard) (2006)
- Un'impresa da Dio (Evan Almighty), regia di Tom Shadyac (2007)